# Papa Bonifaciu al IV-lea
Papa Bonifaciu al IV-lea (n. 550 d.Hr., Marsica⁠(d), Abruzzo, Italia – d. 8 mai 615 d.Hr., Roma, Imperiul Roman de Răsărit) a fost un papă al Romei.